# Літ-Гетфілд (Пенсільванія)
Літ-Гетфілд (англ. Leith-Hatfield) — переписна місцевість (CDP) в США, в окрузі Файєтт штату Пенсільванія. Населення — 2672 особи (2020).

## Географія
Літ-Гетфілд розташований за координатами 39°52′38″ пн. ш. 79°43′53″ зх. д. / 39.87722° пн. ш. 79.73139° зх. д. (39.877241, -79.731346).  За даними Бюро перепису населення США в 2010 році переписна місцевість мала площу 4,79 км², уся площа — суходіл.

## Демографія
Згідно з переписом 2010 року, у переписній місцевості мешкало 2546 осіб у 1051 домогосподарстві у складі 735 родин. Густота населення становила 531 особа/км².  Було 1107 помешкань (231/км²).
Расовий склад населення:
| - 95,6 % — білих - 2,3 % — азіатів - 1,2 % — чорних або афроамериканців |

До двох чи більше рас належало 0,8 %. Частка іспаномовних становила 0,5 % від усіх жителів.
За віковим діапазоном населення розподілялося таким чином: 17,7 % — особи молодші 18 років, 55,6 % — особи у віці 18—64 років, 26,7 % — особи у віці 65 років та старші. Медіана віку мешканця становила 50,9 року. На 100 осіб жіночої статі у переписній місцевості припадало 86,4 чоловіків;  на 100 жінок у віці від 18 років та старших — 83,8 чоловіків також старших 18 років.
Середній дохід на одне домашнє господарство  становив 90 091 долар США (медіана — 70 152), а середній дохід на одну сім'ю — 105 326 доларів (медіана — 76 563). Медіана доходів становила 55 000 доларів для чоловіків та 36 667 доларів для жінок. За межею бідності перебувало 6,2 % осіб, у тому числі 4,7 % дітей у віці до 18 років та 6,6 % осіб у віці 65 років та старших.
Цивільне працевлаштоване населення становило 1290 осіб. Основні галузі зайнятості: освіта, охорона здоров'я та соціальна допомога — 23,6 %, роздрібна торгівля — 18,6 %, науковці, спеціалісти, менеджери — 12,8 %, сільське господарство, лісництво, риболовля — 10,2 %.